# Fangatapu Apikotoa
Pas d'image ? Cliquez ici

a Compétitions nationales et continentales officielles uniquement.

b Matchs officiels uniquement.
Dernière mise à jour le 21 février 2022.
Fangatapu Apikotoa, né le 31 août 1983 à Nuku'alofa (Tonga), est un joueur de rugby à XV international tongien évoluant principalement au poste de demi d'ouverture. 

## Carrière

### En club
Fangatapu Apikotoa commence sa carrière professionnelle en Nouvelle-Zélande avec la province de Manawatu en National provincial Championship (NPC). Il dispute cinq matchs, pour une titularisation avec cette équipe.
Il fait en 2005 un passage par la France, et le Sporting nazairien en Fédérale 1.
Apikotoa rentre ensuite dans son pays natal, et joue avec les Tautahi Gold (en) en Pacific Rugby Cup, dont il devient le capitaine. Il remporte le championnat en 2008, après une victoire en finale contre les samoans d'Upolu.
En 2009, il rejoint le club anglais du Coventry RFC, évoluant en RFU championship (D2). Il joue son premier match le 18 septembre 2009 contre les Exeter Chiefs. Il s'impose comme le demi d'ouverture titulaire de son équipe, et un cadre de celle-ci,,. Il quitte néanmoins le club au terme de la saison, afin de soigner une blessure à l'épaule.
Il retrouve un contrat professionnel en 2012, lorsqu'il dispute une saison avec le club italien d'Amatori Rugby Alghero (it) en Série A,.
En 2014, il rejoint le club de Santboiana en Espagne,. Il quitte le club en février 2015, à la suite d'une nouvelle blessure.
L'année suivante, il rejoint le club russe de Krasny Yar Krasnojarsk, entraîné par son compatriote Josh Taumalolo,. Utilisé à l'ouverture, il remporte immédiatement avec son équipe le championnat et la Coupe de Russie. Au terme de la saison, il n'est pas conservé et remplacé par le Géorgien Lasha Malaguradze.
Rentré aux Tonga, il joue avec les Marist Apifo’ou dans le championnat amateur local, et mène son équipe à la victoire dans la compétition.
Il fait son retour avec Krasny Yar Krasnojarsk en 2017, cette fois pour jouer au poste de premier centre. Lors de la saison, il joue notamment cinq matchs de Challenge européen. Il quitte le club en mai 2018, mettant apparemment un terme à sa carrière.

### En équipe nationale
Fangatapu Apikotoa joue avec l'équipe des moins de 18 ans tongienne face à la sélection scolaire néo-zélandaise en 2000.
Il connaît sa première sélection avec l'équipe des Tonga le 29 mai 2004 contre les Samoa à Apia.
En 2007, il participe à la qualification de son équipe pour la Coupe du monde 2007, en inscrivant 30 points lors de la large victoire de son équipe face à la Corée du Sud (85-3).
En 2012, il inscrit onze points au pied lors de la victoire historique face à l'Écosse à Aberdeen, contre qui son équipe s'impose pour la première fois de son histoire.
Il joue son dernier match avec les Tonga le 14 juin 2014, contre les Fidji à Lautoka.

## Palmarès
- 30 sélections de 2004 à 2014.
- 2 essais, 40 transformations, 19 pénalités, soit 147 points.
- Sélections par année : 2 en 2004, 6 en 2005, 2 en 2006, 4 en 2007, 3 en 2008, 2 en 2009, 2 en 2010, 3 en 2012, 4 en 2013 et 2 en 2014